# 요루바 이름
요루바 이름은 나이지리아의 주요 종족인 요루바족이 쓰는 이름이다. 나이지리아 및 재외 요루바계 나이지리아인이 쓴다.

## 명명축일
요루바 아기는 태어난지 이레째 되는 날에 이름을 받는다. 이름은 보통 아버지가 지어주지만, 어머니나 조부모등 다른 친족이 지어주거나 따올 수 있다. 부모는 자기가 좋아하는 이름을 아기에게 지어줄 수 있다. 남자아이일 때는 할아버지나 증조부, 여자아이일 때는 할머니나 증조 할머니의 이름을 따서 짓기도 한다.

## 작명의 특징
아기 부모는 이름을 짓는 이레 전까지 꼼꼼하게 좋은 이름을 지어주려 애쓴다. 이때 주변의 나쁜 영향을 받지 않기 위해서 그들이 머무는 장소에까지 신경을 쓰며, 나쁜 것을 연상시키는 이름을 피하려고 한다. 예를 들어 알려진 범죄자나 도둑의 이름은 아이의 장래에 악영향을 미친다고 보기 때문에 모두 배제한다.
요루바 이름은 크게 세 갈래로 나눌 수 있다.
- 천수명(天受名):하늘에게 물려받은 이름이란 뜻으로 종교적 함의가 있다.
- 생득명(生得名):날 때 얻은 이름으로, 친족이 지어준다.
- 오리키: 오리키란 조상의 업적을 칭송하고 기리는 뜻의 칭호이다.

천수명 가운데 가장 흔한 것은 타이워(Taiwo)와 케힌데(Kehinde)로 이것은 쌍둥이에게 붙인다.
생득명은 보통 가족이나 사회에서 자신의 위치나 직책, 직종 등에 따라 붙는다. 아데왈레(Adewale)는 귀족 집안에서 쓰는 이름이고, 아그베데(Agbede)는 대장장이를 뜻한다.